# L'Estudi de Lloberola
L'Estudi de Lloberola és un edifici del poble de Lloberola, al municipi de Biosca (Solsonès) que forma part de l'Inventari del Patrimoni Arquitectònic de Catalunya. Antigament era l'escola on anaven els nens de Lloberola i els voltants, amb el pas dels anys i amb l'accentuat descens de la població que ha patit la zona, l'escola va haver de tancar.

## Descripció
És un edifici de quatre façanes i tres plantes. A la façana est, a la planta baixa hi ha dues entrades tapiades amb formigó, aquestes tenen el contorn de totxo. A la planta següent hi ha un balcó central amb barana de ferro ben treballada, l'entrada al balcó també té el contorn amb totxo. A cada costat del balcó hi ha una finestra amb petita barana de ferro ben treballada a la part baixa, també tenen el contorn amb totxo. A la part superior de la façana, als laterals hi ha dues obertures circulars i al centre finestra també tapiada amb el contorn amb totxo.
A la façana nord, hi ha dues finestres a la segona planta contornejades amb totxo. A la planta baixa hi ha un edifici adjunt de nova construcció. A la façana oest, hi ha una entrada tapiada a la planta baixa, a la dreta hi ha unes escales amb barana de ferro que pugen fins a la següent planta, on hi ha una porta que dona accés a l'edifici. Aquesta entrada també té el contorn amb totxo. A cada costat de la porta, hi ha una finestra contornejada amb toxto. A la part superior de la façana hi ha una finestra tapiada. Davant de la façana oest, hi ha un pou.
A la façana sud, a la planta baixa, hi ha les restes de dos finestrals que ja no hi són, en el seu lloc hi ha una gran entrada amb llinda de formigó i porta metàl·lica. A l'esquerra encara queda un finestral contornejat amb totxo. Adjunt aquesta façana hi han construït un petit edifici. A la segona planta, hi ha un balcó amb barana de ferro ben treballada, l'entrada que dona al balcó està contornejada amb maons. La coberta és de dos vessants (Nord-Sud), acabada amb teules.